# Begonia adliniana
Espèce
Begonia adliniana est une espèce de plantes de la famille des Begoniaceae. Ce bégonia à port de bambou est endémique du Sabah, en Malaisie, sur l'île de Bornéo.

## Description
Ce bégonia ressemble beaucoup à Begonia kipandiensis S.Julia.
C'est une plante à tige bambusiforme, qui peut mesurer jusqu'à 40 cm de haut. Les feuilles charnue, d'un vert foncé, ont le bord dentelé et mesurent 12-14,5 cm par 7 cm environ. Les bractées de 10 × 5 mm, d'un vert très clair, sont densément frangées à la marge avec des poils glandulaires. L'inflorescence ramifiée porte de nombreuses fleurs mâles constituées de 4 tépales blancs, ceux de l'intérieur étant beaucoup plus petits (4-5x1 mm) que ceux de l'extérieur (6-7x4-5 mm), tandis que la fleur femelle est solitaire, avec également 4 tépales blancs, de 6-8 mm. Les capsules portent 3 ailes inégales, dont l'une est deux fois plus large (3 mm) que les deux autres, l'ensemble mesurant 0,8-1 cm de long pour une largeur de  1-1,5 cm et pointant vers le haut, au bout d'une tige de 5-7 mm de long.   

## Répartition géographique
Cette espèce est connue uniquement sur l'île de Bornéo, dans le parc national du Kinabalu, situé dans l'état de Sabah, en Malaisie orientale,.

## Habitat
La plante pousse à 1500 m d'altitude, sur des berges pentues situées à l'ombre de la forêt primaire, avec une préférence marquée pour les sole constitués de roche ultramafique, c'est-à-dire une roche magmatique ultrabasique contenant beaucoup de métaux.

## Classification
Begonia adliniana est une plante dicotylédone qui fait partie de la section Petermannia du genre Begonia, famille des Begoniaceae.
L'espèce a été décrite en 2015 par le botaniste Rimi Repin et l'épithète spécifique, adliniana est un hommage à Dato' Seri Tengku Dr Zainal Adlin Bin Tengku Mahamood, président du conseil d'administration de Sabah Parks (en),.
Publication originale : Rimi Repin ;  Karim, R. M. ;  Handry Mujih, Three new Begonia (Begoniaceae) species from ultramafic outcrops in Kinabalu Park, Sabah, Malaysia., in  Sandakania 2015 No.20 pp.155-164 ref.7.